# René Steichen
René Steichen (Diekirch, 27 november 1942) is een politicus van Luxemburgse afkomst. Steichen was in de jaren tachtig achtereenvolgens staatssecretaris en minister van Landbouw in Luxemburg. In 1993 werd hij benoemd tot Europees commissaris voor Landbouw en Plattelandsontwikkeling.

## Biografie
Steichen studeerde na het middelbare onderwijs rechten aan de Franse Universiteit van Aix-Marseille. Vervolgens werkte hij als advocaat. In 1974 werd Steichen aangesteld als burgemeester van zijn geboorteplaats Diekirch. Hij zou deze functie tot en met 1984 bekleden. In 1979 werd Steichen eveneens gekozen voor de Kamer van Afgevaardigden. Na vijf jaar als parlementslid en tien jaar als burgemeester werd Steichen in juli 1984 benoemd tot Staatssecretaris van Landbouw, Wijnbouw en Plattelandsontwikkeling in het eerste kabinet van Jacques Santer. Tussen juli 1989 en december 1992 was hij minister van Landbouw, Wijnbouw en Plattelandsontwikkeling in het tweede kabinet van Jacques Santer. In december 1992 werd Steichen benoemd als Europees commissaris voor Landbouw en Plattelandsontwikkeling. Deze functie zou hij tot januari 1995 bekleden.